# Tiger II
Panzerkampfwagen Tiger Ausf. B Sd.Kfz. 182, a fost un tanc greu de luptă fabricat de Germania nazistă și folosit în Al Doilea Război Mondial de la începutul anului 1944 până la sfârșitul războiului în Europa (1945). Cunoscut și sub numele de Tiger Ausf.B , Königstiger (în armata germană), King Tiger și Royal Tiger în armatele Aliate.
Tiger II combina blindajul gros al primei versiuni, Tiger I, cu blindajul înclinat al tancului mediu Panther. Acesta avea o greutate de aproape 70 de tone, era protejat de un blindaj cu o grosime de 100–180 mm și era dotat cu tunul de 8.8 cm Kampfwagenkanone 43 L/71. Șasiul acestui tanc a stat la baza vânătorului de tancuri Jagdtiger, cel mai greu vehicul de luptă folosit în timpul celui de-al Doilea Război Mondial.
Tiger II a fost distribuit batalioanelor de tancuri grele ale armatei germane (Schwere Heeres Panzer Abteilung, abreviat s.H.Pz.Abt) și Waffen-SS (s.SS.Pz.Abt). A fost folosit pentru prima dată în luptă de către batalionul s.H.Pz.Abt. 503 pe data de 11 iulie 1944; pe Frontul de Est prima unitate care a fost dotată cu Tiger II a fost s.H.Pz.Abt. 501 care pe data de 1 septembrie 1944 avea în dotare 25 Tiger II operaționale.

## Dezvoltare
Proiectare unui tanc greu a început încă din 1937, designul inițial fiind acordat firmei Henschel. Un alt contract a urmat în 1939 și a fost acordat firmei Porsche. Ambele serii de prototipuri utilizau aceeași turelă proiectată de Krupp, principalele diferențe fiind carcasa blindată, transmisia, suspensia și motorul.
Versiunea Henschel folosea o carcasă blindată convențională, cu blindaj înclinat asemănător celui folosit în cazul tancului Panther. Avea un motor montat în spate și cutia de transmisie montată în față.Folosea 9 galeți suprapuși, din oțel cu bandaj de cauciuc, cu suspensie internă așezată în laterale și plasată pe bare de torsiune transversale, într-o manieră similară tancului Tiger I. Pentru a ușura întreținerea, galeții erau suprapuși și nu intercalați precum în cazul modelului Tiger I.
Carcasele blindate proiectate de Porsche includeau o turelă montată în spate, motorul fiind amplasat în centrul carcasei. Suspensia era identică celei folosite la vânătorul de tancuri Elefant. Acesta avea șase galeți montați în boghiuri duble împreună cu o bară de torsiune longitudinală scurtă, acest lucru salva spațiu intern și facilita reparațiile.
O versiune fabricată de Porsche avea un motor hibrid petro-electric fără baterie de stocare.Ansamblul motorului era format din două motoarea pe benzină,care acționau două generatoare care la rândul lor asigurau curent celor două motoare electrice ce puneau în mișcare tancul.
Suspensia Porsche a fost folosită la câteva tipuri de vânători  de tancuri Jagdtiger.

## Proiectare

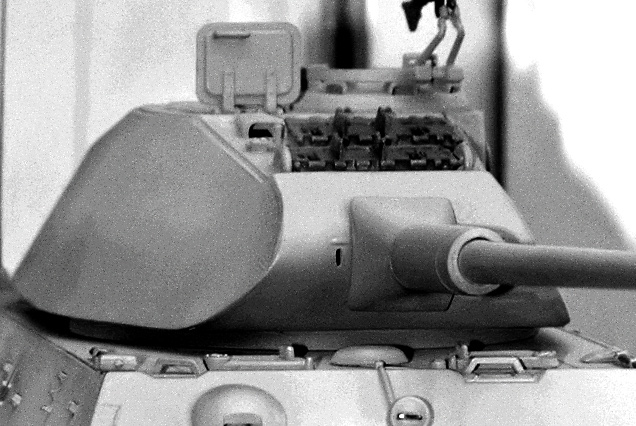
Un model care arată partea din față a turelei rotunjită, numită în mod eronat "turelă Porsche turret"

Henschel a câștigat contractul, toate tancurile Tiger II fiind fabricate de această firmă. Două modele de turele au fost montate pe vehiculele produse.
Prima turelă concepută e deseori numită "Porsche-Turm" acest lucru fiind eronat, Krup fiind cel care a conceput aceeași turelă pentru ambele prototipuri ale tancului,turela avea blindajul frontal rotunjit iar blindajul lateral era înclinat la un unghi foarte ascuțit, în zona comandantului turela avea o umflătură care era foarte dificil de fabricat.De asemenea, datorită formei blindajului frontal al turelei apărea un fenomen foarte periculos atunci când o lovitură ricoșa de pe blindaj,acel ricoșeu al proiectilului risca să penetreze blindajul superior și să rănească echipajul sau să blocheze turela.50 de tancuri fabricate de Henschel au fost echipate cu turela "Porsche". Restul tancurilor Tiger II din producție au fost echipate cu turela "Henschel-turm" aceasta avea un design simplificat cu un blindaj frontal plat de 180 mm.
Turelele a fost proiectate pentru a acomoda tunul 8.8 cm KwK 43 L/71. În combinație cu Turmzielfernrohr 9d sistemul optic telescopic monocular de la Leit numai primele tancuri din serie au fost dotate cu acest sistem optic transformând tancul Tiger II într-o forță de temut. 
În timpul antrenamentelor probabilitatea estimată a primei lovituri la o țintă de 2 m înălțime și 2,5 m lățime la o distanță dincolo de 1000 m era puțin sub 100%, posibilitatea de lovire scade la 95-97 % atunci când țintele erau aflate la o distantă de 1500 m și 85-87% la 2000, totul depinzând de tipul de muniție folosită.
Performațele pe timp de luptă au fost scăzute, dar totuși peste 90 %, la distanța de 1.000 m, 60% la 1500m și 40% la 2.000 m. Penetrarea unei plăci de blindaj înclinată la 30 grade a fost de 202 mm la 100 m și 123 mm de 2000 m pentru proiectilul Panzergranate 39/43, 238 mm la 100m și de 153 mm la 2000 m cu proiectilul PzGr. 40/44.
Pentru atacarea țintelor ușor blindate sau a infanteriei, echipajele aveau la dispoziție proiectilul exploziv Sprenggranate ori muniția cumulativă Hohlgeschoss 39 care are o penetrare de 90 mm la orice distanță.
Mișcarea de rotație a turelei era asigurată de motorul hidraulic Boehringer-Sturm L4S care era acționat de motorul tancului prin intermediul unui arbore. O viteză mai mare sau mai mică era disponibilă ochitorului prin acționarea unei manete din dreapta lui. Turela putea fi rotită 360 de grade în șaizeci de secunde, într-o viteză joasă a motorului și nouăsprezece secunde la viteza maximă permisă. Direcția și viteza de mișcare era controlată cu ajutorul unor pedale de către ochitor. Dacă motorul care acționa turela se defecta, mișcarea turelei putea fi asigurată manual de către ochitor prin intermediul unei manivele aflată în stânga sa. Mișcarea turelei era lină și precisă, suficientă astfel încât să permită tragerea fără ajustare manuală finală, majoritatea tancurilor din acea perioadă necesitau ajustări manuale pentru a fi puse în poziție.
La fel ca toate tancurile germane, avea un motor pe benzină, în acest caz același motor Maybach HL 230 P30 care acționa mult mai ușoarele tancuri Panther și Tiger I. Tiger II avea motorul subdimensionat pentru greutatea sa, la fel ca alte tancuri grele din Al Doilea Război Mondial, acesta consuma foarte mult combustibil care era dificil de procurat. Transmisia era de tipul Maybach OLVAR EG 40 12 16 Modelul B, avea opt viteze înainte și patru în marșarier care acționa caseta de direcție de tipul Henschel L 801 care era predispusă la defecțiuni.Suspensia era formată din bare de torsiune care susțineau carcasa pe 9 axe montate pe ambele părți.Galeți suprapuși din oțel cu bandaj de cauciuc cu diametrul de 800 mm rulau în interiorul șenilei.
Ca și Tiger I, fiecare tanc avea în dotare două seturi de șenile: una normală folosită în luptă și una pentru transport pe calea ferată.
Șenilele de transport reduceau lățimea tancului, pentru a fi mai ușor de transportat. Cu șenilele de transport tancul putea fi condus și pe distanțe scurte pe sol stabil. Era de așteptat ca echipajul să schimbe șenilele la cele de luptă în cel mai scurt timp după ce ajungeau pe front. Presiunea la sol era de 0.76 kg/cm2
.

## Versiunea de comandă
Versiunea de comandă a tancului Tiger II era denumită Panzerbefehlswagen Tiger Ausf. B. Avea două subvariante, Sd.Kfz. 267 și Sd.Kfz. 268. Aceste versiuni transportau doar 63 de proiectile de 8.8 cm pentru a lăsa spațiu pentru echipamentul radio și aveau blindaj mai gros în zona compartimentului motorului. Sd.Kfz.268 era echipat cu radiourile FuG 8 și FuG 5,o caracteristică externă care diferențiau tancurile normale de cele de comandă era antena de doi metri montată pe turelă și "Sternantenna D"(antenă stea D) montată într-un cilindru blindat pentru protecție. Echipamentul radio era poziționat în partea din spate a tancului în zona în care se stoca în mod normal echipamentul pentru trecerea prin vaduri de apă. Modelul "Sd.Kfz".268 folosea modelul de radio "FuG" 7 și "FuG" 5 cu o antenă de doi metri montată pe turelă și o altă antenă de 1,4 m montată pe compartimentul motorului.

## Producție
Tiger II a fost proiectat târziu în război, fiind fabricat în număr limitat: 1500 de tancuri au fost comandate, dar producția a fost perturbată de bombardamentele Aliate. Cinci raiduri aeriene efectuate între 22 septembrie și 7 octombrie 1944 au distrus 95% din uzina Henschel. Datorită bombardamentului este estimat că aproximativ 657 de tancuri Tiger II au fost pierdute. Numai 492 de exemplare au fost fabricate până la terminare războiului: unul în 1943, 379 în 1944 și 112 în 1945. Întreaga producție a început la mijlocul anului 1944 și a durat până la sfârșitul războiului.

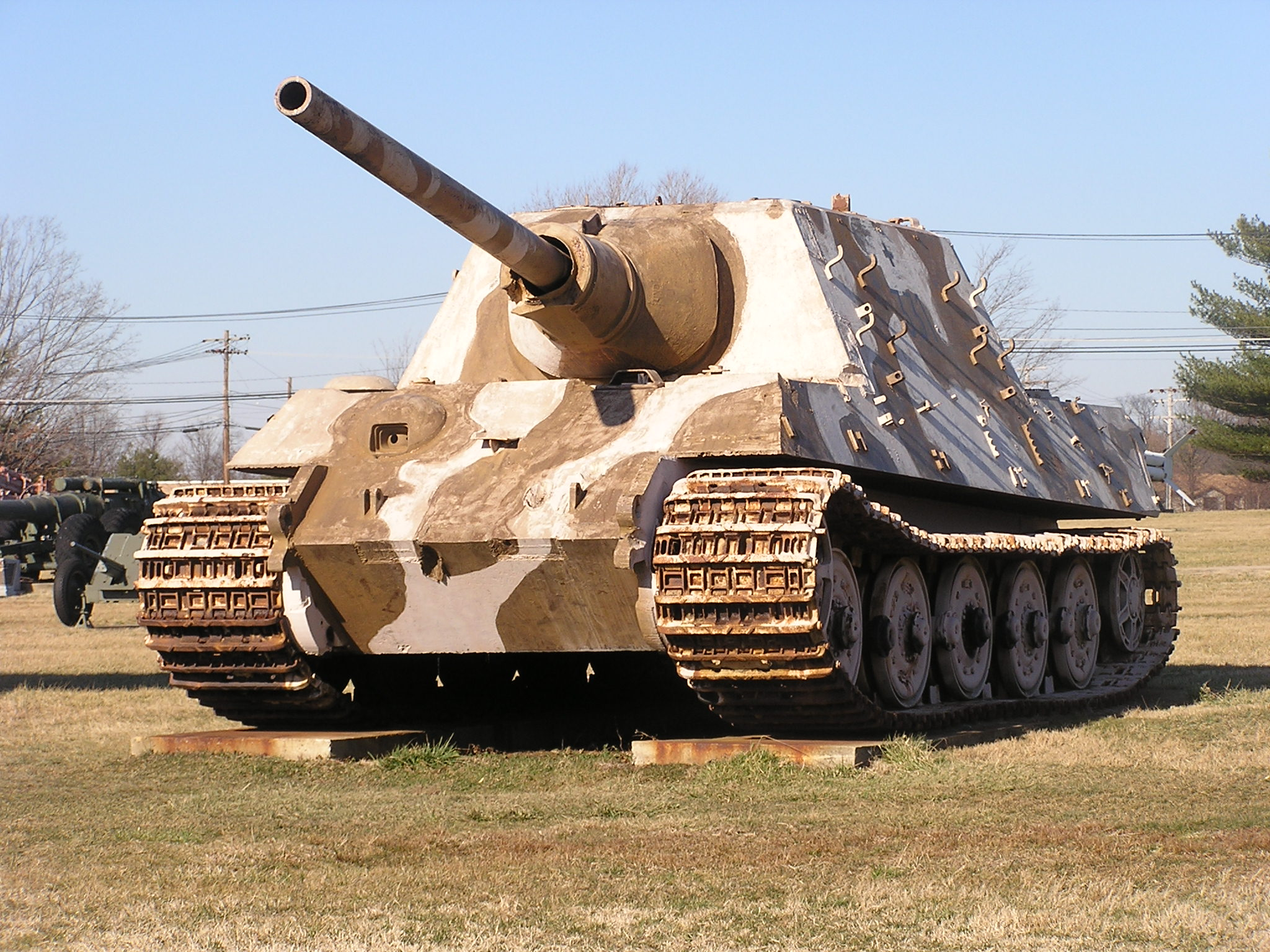
Jagdtiger

Tiger II a fost folosit ca bază pentru o variantă de producție a vânătorului de tancuri, Jagdtiger și pentru un proiect propus numit Grille 17/21/30/42,care avea să fie un nou model de artilerie autopropulsată echipată cu tunuri de mare calibru. Această variantă nu a fost introdusă în producție.

### Îmbunătățiri propuse
O versiune a motorului Maybach HL230 cu pompă de injecție și transmisie îmbunătățită a fost proiectată, mărind astfel puterea motorului la 986 cai putere (736 kW). Henschel a propus ca acest design să fie montat pe următoarele tancuri produse, dar deteriorarea situației a însemnat că această îmbunătățire nu a plecat de pe planșa de proiectare. Alte îmbunătățiri propuse au fost: un tun nou (10.5 cm KwK L/68), echipament de ochire și tun stabilizat, sistem automat de încărcare a muniției, telemetru stereoscopic Zeiss, compartimentul echipajului încălzit, spațiu de stocare pentru un număr adițional de 12 proiectile și un sistem de filtrare al aerului pentru a proteja echipajul de gazele toxice; nici una din aceste îmbunătățiri propuse nu a trecut de faza de propunere sau nu au intrat în producție înainte de sfârșitul războiului.

## Specificații
- Cutie de viteze: Maybach OLVAR EG 40 12 16 B (8 viteze înainte și 4 marșarier)[20]
- Radio: FuG 5, Befehlswagen (tanc de comandă) versiunea: FuG 8 (Sd.Kfz. 267), FuG 7 (Sd.Kfz. 268)[6]

- Muniție:
  - 8.8 cm – 80 proiectile (Turela Porsche),[3] 86 proiectile (Turela Henschel), de obicei 50% PzGr 39/43 și 50% SprGr 43, uneori cu un număr limitat de PzGr 40/43, ori cu SprGr înlocuit de HlGr[3]
PzGr 39/43 (Proiectil perforant, miez de tugsten) (bătaie lungă, penetrare slabă, încărcătură explozivă)[4][17]
PzGr 40/43 (Proiectil perforant, miez de tugsten) (bătaie scurtă, penetrare mare, inert)[4][17]
SprGr 43 (Proiectil exploziv)[4]
HlGr 39 (Proiectil cumulativ)[4]
  - 7,92mm – până la 5.850 de cartușe[2]
- Sistem optic de ochire: Turmzielfernrohr 9b/1 (TZF 9b/1) binocular până în Mai 1944,pe urmă 9d (TZF 9d) monocular.[27]

| Blindaj carcasă față       | (inferioară) | 100\|mm\| la 40°  | (superioară) | 150\|mm\| la 40°             |  |
| Blindaj carcasă lateral    | (inferioară) | 80\|mm\| la 90°   | (superioară) | 80\|mm\| la 65°              |  |
| Blindaj carcasă spate      |              | 80\|mm\| la 60°   |              |                              |  |
| Blindaj carcasă superioară |              | 40\|mm\| la 0°    |              |                              |  |
| Blindaj carcasă inferioară | (față)       | 40\|mm\| la 90°   | (spate)      | 25\|mm\| la 90°              |  |
| Blindaj turelă față        | ("Henschel") | 180\|mm\| la 80°  | ("Porsche")  | 60\| la\|110\|mm\|, rotunjit |  |
| Blindaj turelă lateral     | ("Henschel") | 80\|mm\| la 69°   | ("Porsche")  | 80\|mm\| la 60°              |  |
| Blindaj turelă spate       | ("Henschel") | 80\|mm\| la 70°   | ("Porsche")  | 80\|mm\| la 60°              |  |
| Blindaj turelă superior    | ("Henschel") | 44\|mm\| la 0–10° | ("Porsche")  | 40\|mm\| la 0–12°            |  |
|                            |              |                   |              |                              |  |

### Organizarea
În afară de studii, antrenament, și cinci tancuri atașate diviziei Panzer Lehr, Tiger II era disponibil doar batalioanelor de tancuri grele (schwere Panzer Abteilung) ale armatei Germaniei nazistă, ori Waffen-SS.
Un batalion standard (Abteilung) e compus din 45 de tancuri:
| Comanda batalionului 3 x Tiger II    |                                      |                                      |                                       |                                       |                                       |                                        |                                        |                                        |
| Comanda companiei întâi 2 x Tiger II | Comanda companiei întâi 2 x Tiger II | Comanda companiei întâi 2 x Tiger II | Comanda companiei a doua 2 x Tiger II | Comanda companiei a doua 2 x Tiger II | Comanda companiei a doua 2 x Tiger II | Comanda companiei a treia 2 x Tiger II | Comanda companiei a treia 2 x Tiger II | Comanda companiei a treia 2 x Tiger II |
| Plutonul întâi 4 x Tiger II          | Plutonul al doilea 4 x Tiger II      | Plutonul al treilea 4 x Tiger II     | Plutonul întâi 4 x Tiger II           | Plutonul al doilea 4 x Tiger II       | Plutonul al treilea 4 x Tiger II      | Plutonul întâi 4 x Tiger II            | Plutonul al doilea 4 x Tiger II        | Plutonul al treilea 4 x Tiger II       |

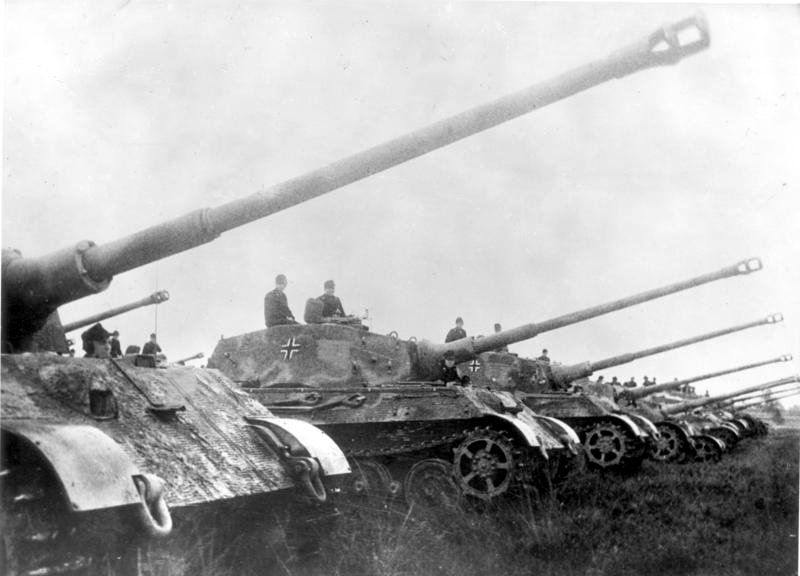
Tancurile Tiger II ale batalionului Schwere Heeres Panzer Abteilung 503 (s.H.Pz.Abt. 503) 'Feldherrnhalle' aliniate pentru știrile Germane

Unități care au folosit tancurile Tiger II:
Heer: (s.H.Pz.Abt) 501, 502, 503, 504, 505, 506, 507, 508, 509, 510, 511
SS: (s.SS.Pz.Abt) 501, 502, 503

### Fiabilitate și mobilitate
Au fost două probleme mecanice majore care afectau eficiența tancului Tiger II, scurgeri la etanșări și garnituri. Motorul, transmisia și cutia de viteze care inițial era concepute pentru un vehicul mai ușor. Cutia de direcție era predispusă la defectare Lipsa antrenamentului echipajului amplifica această problemă, mecanici conducătorii aveau antrenament limitat pe alte tancuri sau erau trimiși direct pe front.
Schwere Heeres Panzer Abteilung 501 (s.h.pz.Abt.501) a ajuns pe Frontul de Est doar cu 8 din 45 tancuri operaționale, majoritatea au suferit defecțiuni la transmisie. Primele tancuri Tiger II livrate Diviziei Panzer Lehr s-au defectat înainte să fie folosite în luptă, și au fost distruse pentru a împiedica capturarea lor..
Aceste probleme de fiabilitate a fost rezolvate în mare parte cu introducerea continuă a etanșărilor, garniturilor modificate, a pieselor de schimb pentru transmisie, îmbunătățirea antrenamentului mecanicului conducător și mentenanță suficientă. În statisticile din 15 decembrie 1944 prezenta fiabilitatea crescută. 72% din tancurile Panzer IV ,80% din tancurile Tiger II și 61% din tancurilePanther erau operaționale în acea perioadă a anului.
Orice probleme care țineau de fiabilitate era cauzate de lipsa de piese de schimb și lubrifianți.
Per total, tancul Tiger II a fost un tanc formidabil în ciuda problemelor sale. Tunul său de 8.8 cm putea distruge orice vehicul blindat folosit în război dincolo de bătaia lor efectivă.
De asemenea, în pofida problemelor sale de fiabilitate, Tiger II era remarcabil de agil pentru un vehicul atât de greu. Înregistrări contemporane și rezultate în urma testărilor indică că mobilitatea sa era la fel de bună sau chiar mai bună decât majoritatea tancurilor germane ori aliate.

## Utilizare în luptă
Prima utilizare a tancului Tiger II în luptă a fost făcută de către Compania întâi a Batalionului 503 Tancuri Grele în timpul Bătăliei pentru Normandia, opunând-se Operațiunii Atlantic⁠(en)[traduceți] între Troarn și Demouville la data de 18 iulie 1944: pierderile au fost de două tancuri în luptă, plus tancul comandantului rămas blocat irecuperabil într-un crater de bombă creat în timpul bombardamentului din Operațiunii Goodwood⁠(en)[traduceți].
Pe Frontul de Est a fost folosit în luptă de către batalionul Batalionul 501 Tancuri Grele la 12 august 1944 rezistând Ofensivei de la Lvov–Sandomierz⁠(en)[traduceți].
Batalionul a atacat capul de pod rusesc de peste râul Vistula în apropiere de Baranów Sandomierski. Pe drumul spre Oględów, trei tancuri Tiger II a fost distruse într-o ambuscadă de câteva tancuri T-34-85. Pentru că tancurile germane au suferit explozii catastrofale ale muniției cauzând pierderea multor echipaje, nu mai era permisă stocarea proiectilelor pentru tunul de 8.8 cm în turelă, reducând capacitatea de stocare a proiectilelor la 68.
Până la cincisprezece tancuri Tiger II ale batalionului 501 a fost pierdute în acea zonă între 12 și 13 august datorită manevrelor de flancare efectuate de tancurile Sovietice T-34-85 și IS-2 pe teren nisipos.

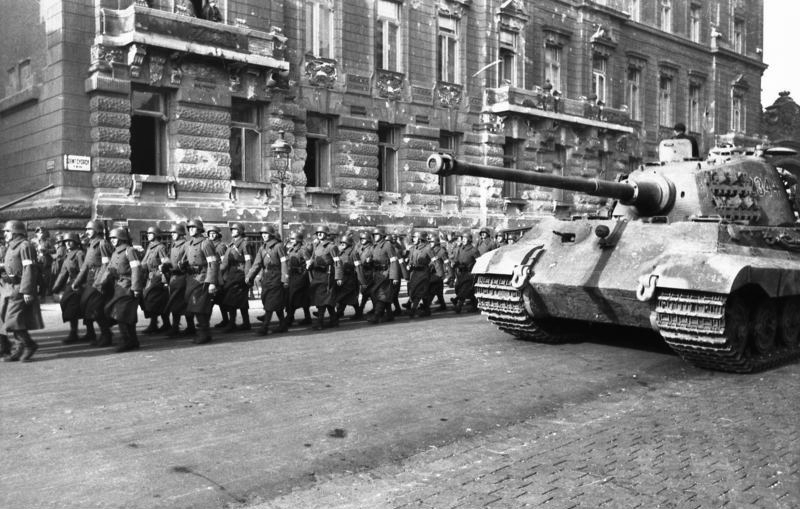
Un Tiger II aprținând s.H.Pz.Abt. 503 și trupe Ungare pe o stradă bombardată din Buda Octombrie 1944

. Pe 15 octombrie 1944 tancurile Tiger II aparținând batalionului s.H.Pz.Abt. 503 au jucat un rol crucial în timpul Operațiunii Panzerfaust asistând trupele lui Otto Skorzeny în cucerirea capitalei Ungariei, Budapesta asigurând că Ungaria va rămâne de partea Axei până la sfârșitul războiului.
Pe urmă 503 a luat parte în Bătălia de la Debrecen. Batalionul 503 a rămas pe teatrul de operațiuni din Ungaria 166 de zile, timp în care au distrus numeroase efective din armata sovietică cel puțin 121 de tancuri, 244 de tunuri antitanc și piese de artilerie, 5 avioane și un tren, 25 de tancuri Tiger II au fost pierdute: zece pierdute în luptă cu sovietici, două trimise la Viena pentru revizie și treisprezece distruse de echipaje din diferite motive, de obicei pentru a nu pica în mâinile inamicului. Kurt Knispel, asul cu cele mai multe vehicule distruse din istorie(162), a servit de asemenea în batalionul 503, și a fost ucis în luptă pe data de 29 aprilie 1945 în tancul său Tiger II.
Tancul Tiger II a fost de asemenea prezent în Ofensiva din Ardeni din decembrie 1944,,Ofensiva de pe Vistula-Oder și Ofensiva din Prusia de Est din ianuarie 1945.
A mai fost prezent în timpul Bătăliei pentru lacul Balaton în Ungaria martie 1945, în Bătălia pentru Înălțimile Seelow⁠(en)[traduceți] din aprilie 1945 și în timpul bătăliei pentru Berlin la sfârșitul războiului
Batalionul Schwere SS Panzer Abteilung 503 (s.SS Pz.Abt. 503) a susținut că a distrus aproximativ 500 de vehicule între ianuarie și aprilie 1945 pe Frontul de Est, cu prețul a 45 de tancuri Tiger II pierdute (majoritatea fiind abandonate sau distruse de propriul echipaj în urma defecțiunilor mecanice sau a lipsei de combustibil).

## Perfomanța tunului și blindajului
Împreună cu blindajul gros și tunul puternic, tancul Tiger II era în avantaj față de tancurile Aliaților Occidentali și Sovietice care încercau să atace atace frontal. 
Până la aducerea de peste ocean a tancurilor M26 Pershing în 1945 nici armata britanică nici cea americană nu au avut tancuri grele în dotare.
Numai tunul britanic QF de 17 livre⁠(en)[traduceți] folosind un proiectile perforante cu manșon detașabil era teoretic capabil să penetreze blindajul frontal al turelei de pe Tiger II de la o distanță de 1000–1100 m  dar acest lucru era dificil de relizat datorită impreciziei muniției APDS.
Manevre de flancare erau adesea încercate pentru a lovi blindajul din laterale sau spate, oferindu-le un avantaj tactic față de tancurile Tiger II în majoritatea luptelor. 
Armamentul principal de pe Tiger II era capabil să distrugă teoretic orice tanc de la distanțe de peste 2,5 km, dincolo de bătaia efectivă a tancurilor Aliate. Atacarea unei ținte la distanțe extreme era interzisă echipajelor de pe Tiger II pentru a conserva muniția și a nu demasca poziția tancului.